# Giro della Toscana Femminile-Memorial Michela Fanini
Il Premondiale Giro di Toscana Internazionale Femminile - Memorial Michela Fanini è una corsa a tappe femminile di ciclismo su strada che si svolge ogni anno sulle strade toscane, in Italia. Nato nel 1995, fa parte del Calendario internazionale femminile UCI come prova di classe 2.2 (2.1 fino al 2012, 2.HC nel 2013).

## Storia
Il Memorial Michela Fanini nacque nel 1995 per volere di Brunello Fanini in omaggio alla figlia Michela, morta il 26 ottobre 1994 in un incidente stradale. Nella sua prima edizione prevedeva due corse autonome, senza una classifica generale, vinte rispettivamente da Imelda Chiappa e Greta Zocca. Successivamente divenne una gara a tappe e nel 1998 assunse la denominazione di "Giro della Toscana Internazionale Femminile".
Nel 2011, data la normale collocazione in calendario a ridosso dei campionati del mondo, ha assunto la denominazione di "Premondiale Giro di Toscana Internazionale Femminile". Dal 2014 la gara è scesa a classe 2.2 e si svolge in tre tappe, con arrivo finale a Capannori.
La svedese Susanne Ljungskog detiene il record di vittorie, avendo vinto tre edizioni, nel 2002, 2003 e 2005.

## Albo d'oro
Aggiornato all'edizione 2019.
| Anno                                                 | Vincitrice              | Seconda                   | Terza                    |
| Memorial Michela Fanini                              | Memorial Michela Fanini | Memorial Michela Fanini   | Memorial Michela Fanini  |
| ---------------------------------------------------- | ----------------------- | ------------------------- | ------------------------ |
| 1995 (1)                                             | Imelda Chiappa          | Roberta Bonanomi          | Greta Zocca              |
| 1995 (2)                                             | Greta Zocca             | Fabiana Luperini          | Imelda Chiappa           |
| 1996                                                 | Barbara Heeb            | Diana Rast                | Laura Charameda          |
| 1997                                                 | Imelda Chiappa          | Tetjana Stjažkina         | Simona Parente           |
| Giro della Toscana Internazionale Femminile          |                         |                           |                          |
| 1998                                                 | Valeria Cappellotto     | Pia Sundstedt             | Lenka Ilavská            |
| 1999                                                 | Edita Pučinskaitė       | Fabiana Luperini          | Lucia Pizzolotto         |
| 2000                                                 | Zinaida Stahurskaja     | Simona Parente            | Fabiana Luperini         |
| 2001                                                 | Nicole Brändli          | Zinaida Stahurskaja       | Rasa Polikevičiūtė       |
| 2002                                                 | Susanne Ljungskog       | Zinaida Stahurskaja       | Nicole Brändli           |
| 2003                                                 | Susanne Ljungskog       | Deirdre Demet Barry       | Nicole Brändli           |
| 2004                                                 | Trixi Worrack           | Nicole Cooke              | Edita Pučinskaitė        |
| 2005                                                 | Susanne Ljungskog       | Svetlana Bubnenkova       | Mirjam Melchers          |
| 2006                                                 | Svetlana Bubnenkova     | Marianne Vos              | Suzanne de Goede         |
| 2007                                                 | Noemi Cantele           | Chantal Beltman           | Judith Arndt             |
| 2008                                                 | Judith Arndt            | Trixi Worrack             | Marianne Vos             |
| 2009                                                 | Diana Žiliūtė           | Luisa Tamanini            | Charlotte Becker         |
| 2010                                                 | Judith Arndt            | Тat'jana Аntošina         | Noemi Cantele            |
| Premondiale Giro di Toscana Internazionale Femminile |                         |                           |                          |
| 2011                                                 | Megan Guarnier          | Claudia Häusler           | Rasa Leleivytė           |
| 2012                                                 | Małgorzata Jasińska     | Lauren Hall               | Romy Kasper              |
| 2013                                                 | Claudia Häusler         | Тat'jana Аntošina         | Francesca Cauz           |
| 2014                                                 | Shelley Olds            | Małgorzata Jasińska       | Ewelina Szybiak          |
| 2015                                                 | Małgorzata Jasińska     | Valentina Scandolara      | Annemiek van Vleuten     |
| 2016                                                 | Ashleigh Moolman-Pasio  | Flávia Oliveira           | Anna Zita Maria Stricker |
| 2017                                                 | Ashleigh Moolman-Pasio  | Cecilie Uttrup Ludwig     | Ewelina Szybiak          |
| 2018                                                 | Soraya Paladin          | Maria Giulia Confalonieri | Tetjana Rjabčenko        |
| 2019                                                 | Arlenis Sierra          | Soraya Paladin            | Anastasija Čursina       |
| 2020                                                 | annullato               | annullato                 | annullato                |
| 2021                                                 | Arlenis Sierra          | Rasa Leleivytė            | Debora Silvestri         |